# João Pio
João Paulo Pio de Abreu (Carangola, 20 de junho de 1910 — Volta Redonda, 25 de novembro de 1991) foi um médico e político brasileiro.